# Résolution 285 du Conseil de sécurité des Nations unies
Membres permanents
- Chine (Taïwan)
- États-Unis
- France
- Royaume-Uni
- URSS

Membres non permanents
- Burundi
- Colombie
- Espagne
- Finlande
- Nicaragua
- Népal
- Pologne
- Sierra Leone
- Syrie
- Zambie

Résolution no 284 Résolution no 286
La résolution 285 du Conseil de sécurité des Nations unies est adoptée à 14 voix contre zéro lors de la 1 551e séance du Conseil de sécurité des Nations unies le 5 septembre 1970 contenant 14 mots est la deuxième plus courte résolution jamais adoptée par le Conseil de sécurité des Nations unies (après la résolution 279); elle se lit simplement "Exige le retrait complet et immédiat de toutes les forces armées israéliennes du territoire libanais".
La résolution a été adoptée par 14 voix contre zéro, tandis que les États-Unis se sont abstenus. La résolution a été adoptée dans le contexte de l'insurrection palestinienne au Sud-Liban.

### Sources
- (en) Cet article est partiellement ou en totalité issu de l’article de Wikipédia en anglais intitulé « United Nations Security Council Resolution 285 » (voir la liste des auteurs).

### Texte
- Résolution 285 Sur fr.wikisource.org
- Résolution 285 Sur en.wikisource.org